# Irene (artista)

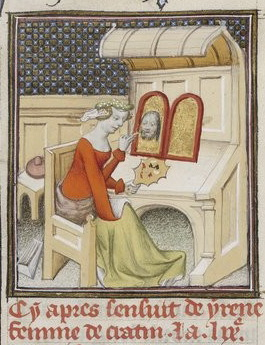
Irene representada en una miniatura de una edición de 1403 de la obra de Boccaccio De mulieribus claris. BnF.

Irene o Eirene (Ειρήνη) fue una artista de la Antigua Grecia descrita por Plinio el Viejo en el siglo I. Era hija de un pintor, y pintó la figura de una joven que estuvo albergada en Eleusis.
Fue una de las seis mujeres artistas de la Antigüedad nombradas por Plinio el Viejo en su libro Historia Natural, del año 77. Menciona en él además a Timarete, Calipso, Aristarete, Iaia, y Olimpia.
Poco antes del Renacimiento, Boccaccio escribió sobre Irene en su libro Sobre las mujeres ilustres (De mulieribus claris); aparentemente, combinó a muchas de las nombradas por Plinio y atribuyó más obras a Irene. Algunas de esas pinturas atribuidas a Irene son Calipso, El gladiador Teodoro, y una representación de Alcístenes.